# Al Madinah (vùng)
Vùng Madinah (tiếng Ả Rập: المدينة المنورة Al-Madīnah al-Munawarah) là một vùng của Ả Rập Xê Út. Vùng nằm ở phần phía tây của đất nước, dọc bờ biển Đỏ. Vùng có diện tích 151.990 km² và dân số đạt 1.777.973 (điều tra năm 2010), được chia thành bảy tỉnh (muḥafaẓat):
| Tỉnh           | Dân số  |
| Medina         | 995.619 |
| Al Hunakiyah   | 52.549  |
| Mahd Al Thahab | 53.687  |
| Al-`Ula        | 57.495  |
| Badr           | 58.088  |
| Khaybar        | 45.489  |
| Yanbu Al Bahar | 249.797 |

Thủ phủ của vùng là Medina, đây là thành phố linh thiêng thứ nhì trong Hồi giáo. Các thành phố khác trong tỉnh gồm có Yanbu' al Bahr và Badr Hunayn. Vùng còn có Mada'in Saleh, một di sản thế giới có niên đại từ thời kỳ tiền Hồi giáo.
Thống đốc
- Muhammad bin Abdulaziz (1924-1965)
- Abdul Muhsin bin Abdulaziz (1965-1985)
- Abdul Majeed bin Abdulaziz (1986-1999)
- Muqrin bin Abdulaziz (1999-2005)
- Abdulaziz bin Majid (2005-2013) [3]
- Faisal bin Salman bin Abdulaziz Al Saud (2013–)